# Raymix SC
Der Raymix SC, auch bekannt als Raymix FC, ist ein Fußballverein, der in der U.S. Virgin Islands Club Championship auf den Amerikanischen Jungferninseln spielt.

## Geschichte
Gegründet wurde der Verein am 10. März 2009 in Charlotte Amalie auf der Insel St. Thomas. In der Saison 2009/10 trat Raymix SC erstmals in der Liga von Saint Thomas an und belegte bereits im darauffolgenden Jahr den zweiten Platz als Vizemeister. Die erste Meisterschaft sicherte sich der Verein in der Saison 2014/15, obwohl er mehr Spiele absolviert hatte als Haitian Victory. Dieser Erfolg ermöglichte es Raymix, sich für die Association Club Championship zu qualifizieren, wo der Verein das Finale erreichte.
In den nachfolgenden Saisons 2015/16 und 2016/17 konnte Raymix SC erneut die Meisterschaft gewinnen. 2016 sicherte sich der Verein die Association Club Championship durch einen 2:3-Sieg im Finale gegen Helenites. Auch im Jahr 2017 erreichte Raymix das Finale des höchsten nationalen Wettbewerbs und besiegte Helenites dank eines Tor von Junior Laurencin in der 76. Spielminute mit 1:0. Im Jahr 2014 gewann das Team den Taca das Ilhas Virgens Americanas, einen einmalig ausgetragenen Wettbewerb, und ist daher der erste und einzige Sieger dieses Wettbewerbs.

## Stadion
Die Heimspielstätte des Vereins ist der Christiansted Sportpark, der Platz für bis zu 1500 Zuschauer bietet.

## Erfolge
- U.S. Virgin Islands Club Championship (2): 2016, 2017
- Meisterschaft auf St. Thomas (3): 2015, 2016, 2017
- Ilhas Virgens Americanas: 2014 (Rekord)